# Fidea Cyclocross Classics 2011-2012
De Fidea Cyclocross Classics 2011-2012 was het 3e seizoen van een serie overkoepelende wedstrijden in het veldrijden. In de Fidea Cyclocross Classics werden er geen punten gegeven, noch was er een algemeen klassement of algehele eindwinnaar. 

## Erelijst

### Mannen
| Datum      | Wedstrijd                      | Cat. | Eerste   | Tweede        | Derde                 |
| ---------- | ------------------------------ | ---- | -------- | ------------- | --------------------- |
| 24/09/2011 | Grote Prijs Neerpelt, Neerpelt | C2   | Sven Nys | Kevin Pauwels | Niels Albert          |
| 11/11/2011 | Jaarmarktcross Niel, Niel      | C2   | Sven Nys | Niels Albert  | Kevin Pauwels         |
| 10/12/2011 | Scheldecross, Antwerpen        | C1   | Sven Nys | Tom Meeusen   | Dieter Vanthourenhout |
| 18/12/2011 | Citadelcross, Namen            | CDM  | Sven Nys | Niels Albert  | Klaas Vantornout      |
| 30/12/2011 | Cyclocross Leuven, Leuven      | C1   | Sven Nys | Rob Peeters   | Francis Mourey        |

### Vrouwen
| Datum      | Wedstrijd                      | Cat. | Eerste                | Tweede                | Derde                 |
| ---------- | ------------------------------ | ---- | --------------------- | --------------------- | --------------------- |
| 24/09/2011 | Grote Prijs Neerpelt, Neerpelt | C2   | Sanne van Paassen     | Daphny van den Brand  | Nikki Brammeier       |
| 11/11/2011 | Jaarmarktcross Niel, Niel      | C2   | Geen vrouwenwedstrijd | Geen vrouwenwedstrijd | Geen vrouwenwedstrijd |
| 10/12/2011 | Scheldecross, Antwerpen        | C1   | Katherine Compton     | Sanne Cant            | Sophie de Boer        |
| 18/12/2011 | Citadelcross, Namen            | CDM  | Marianne Vos          | Lucie Chainel-Lefèvre | Katherine Compton     |
| 30/12/2011 | Cyclocross Leuven, Leuven      | C1   | Marianne Vos          | Daphny van den Brand  | Sophie de Boer        |

Kampioenschappen:  Wereldkampioenschappen · 
 Europese kampioenschappen · 
 Belgische kampioenschappen · 
 Nederlandse kampioenschappen
Klassementen:  Wereldbeker · 
 Superprestige · 
 GvA Trofee ·
 TOI TOI Cup ·
 Challenge national
Overig:  Fidea Cyclocross Classics
2009-2010 · 
2010-2011 · 
2011-2012 · 
2012-2013 · 
2013-2014 · 
2014-2015 · 
2015-2016 · 
2016-2017 · 
2017-2018 ·
2018-2019 · 
2019-2020